# Polystichum andinum
Polystichum andinum là một loài thực vật có mạch trong họ Dryopteridaceae. Loài này được Phil. miêu tả khoa học đầu tiên.